# Ґабриелюс Ландсберґіс-Жямкальніс
Ґабриелюс Ландсберґіс-Жямкальніс, лит. Gabrielius Landsbergis-Žemkalnis, 21 січня 2 лютого 1852, с. Біржяляй, Паневежиський район, Литва — 28 серпня 1916, Вільнюс) — литовський драматург, театральний діяч, публіцист, активний учасник литовського національного відродження; батько архітектора Вітаутаса Ландсберґіс-Жямкальніса.

## Життєпис
Навчався у гімназії Шауляя та в училищі телеграфістів у Ризі.
З 1871 служив на телеграфі у Москві; був вільним слухачем у Московському університеті.
1878 — працював у Криму.
1884 повернувся до Литви і окошився у Іонішкелісі. Брав участь у розповсюдженні заборонених литовських видань.
1890 — почав співробітничати з «Варпас» („Varpas“), «Укінкасе» („Ūkininkas“), пізніше у газетах «Вільняус жініос» („Vilniaus žinios“) та «Вільтіс» („Viltis“).
1894 був засланий до Харкова.
1895 обрав собі псевдо Жямкальніс.
1902 арештований і засланий до Смоленську.
Після повернення до Литви 1904 у Вільно працював адміністратором у газеті «Вільняус жініос» („Vilniaus žinios“), брав участь у діяльності литовського гуртка поціновувачів драми, був одним із перших засновників товариства «Вільняус канклес» („Vilniaus kanklės“, 1905).
Пізніше у Каунасі займався литовським аматорським життям, а пізніше (з 1908) у Шауляї. У 1915 повернувся до Вільнюса.
Похований на цвинтарі Расу у Вільнюсі.

## Літературна діяльність

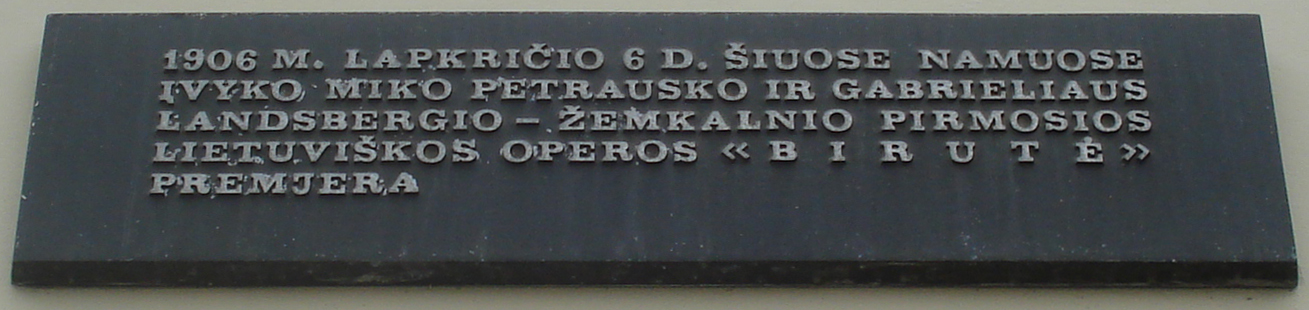
Меморіальна табличка на будівлі колишньої Міської будівлі на Литовської національної філармонії), тут 6 листопада 1906 відбулася прем'єра першої литовської опери «Біруте»

У друку виступав з публіцистикою, критикуючи ополячену шляхту, змішані шлюби.
1890—1903 опублікував низку дидактичних прозаїчних творів, які написав здебільшого у формі діалогу.
Автор драми про жмудського розбійника середини XIX ст. „Blinda, svieto lygintojas (žemaičių razbaininkas)“ (1908). Історична драма про Біруте (Birutė), весталке.